# Un'estate con Coo
Un'estate con Coo (河童のクゥと夏休み?, Kappa no Coo to Natsuyasumi) è un film d'animazione del 2007 diretto da Keiichi Hara.
Il film, di produzione giapponese, è ispirato al folclore nipponico dei kappa.

## Trama
Koichi Uehara, un giovane studente di quarta elementare, scopre una strana pietra nel letto asciutto di un fiume e decide di portarla a casa. Nel momento in cui tenta di lavare il prezioso trofeo, però, ne viene fuori uno strano animale. L'animale incredibilmente è un kappa, uno spirito d'acqua, sopravvissuto per oltre duecento anni. La famiglia Uehara adotta la creatura che decide di chiamare Coo. Tuttavia, nonostante le premure della famiglia Uehara, la notizia della presenza di un kappa a casa loro presto si diffonde in tutta la città, che entro breve non fa che parlare di lui. Coo, preoccupato per la curiosità che la sua presenza attira sulla famiglia Kôichi, decide di lasciare casa e partire. La cosa però si rivela già dall'inizio difficile se non impossibile poiché non ha un posto sicuro in cui stare. Un giorno però arriva una lettera misteriosa. Coo leggendola capisce subito che la scrittura non è umana e ora ha la possibilità di trovare altri suoi simili. Koichi e la sua famiglia sono rattristati per la partenza di Coo, ma capiscono anche che egli non può vivere in una casa umana e che deve tornare nel suo mondo, fra la natura. Coo promette che in futuro li tornerà a trovare e come lui stesso spiega, i Kappa mantengono sempre la parola data e non mentono mai. Ringraziando infine Koichi e la sua famiglia per averlo ospitato e trattato tanto bene, avendo compreso che gli umani non sono tutti cattivi. Con uno stratagemma, il padre di Koichi allontana i giornalisti, mentre il figlio porta via Coo dentro una scatola. Ad aiutarlo c'è anche la sua amica Kazuki, che da un ultimo saluto a Coo. Koichi spedisce infine Coo che lo saluta tramite la telepatia. Arrivato a destinazione, Coo fa la conoscenza di Boss, uno yokai Kijimura e che si trovano a Yambaru sull'isola di Okinawa. Boss offre ospitalità a Coo, mostrandogli di avere poteri mutaforma, in grado di assumere un aspetto umano per passare inosservato fra la gente, proponendo a Coo d'insegnargli questo potere per il futuro, ed egli accetta. Conoscendo Boss, Coo è certo che ci siano altri Kappa sparsi per il mondo, insieme con altri yokai, e quando sarà diventato abbastanza grande e avrà dimestichezza dei suoi poteri andrà a cercarli, per poi rifare visita alla famiglia di Koichi. Comincia così l'avventura di Coo alla ricerca di altri kappa.

## Riconoscimenti
Il film ha vinto il premio come miglior film d'animazione in occasione dei Mainichi Film Award del 2008, e nello stesso anno è stato nominato ai Japan Academy Prize come miglior film d'animazione, ed agli Asia Pacific Screen Awards del 2007. Ha inoltre vinto il Gran Premio all'animazione all'undicesima edizione dei Japan Media Arts Festival ed il premio come miglior film ai Tokyo Anime Award del 2008.